# Музеј на отвореном „Старо село”
Музеј на отвореном „Старо село” је као непокретно културно добро културни споменик у Републици Србији. Налази се у Сирогојну и један је од најзначајнијих туристичких објеката на Златибору. То је етно-село које се састоји од 40 старих кућа донетих са свих страна Златибора. Етно-село је саграђено 1979. године, на 4,5 ha површине. Са црквом Светих апостола Петра и Павла представља јединствену културно-историјску целину. Налази се двадесет и шест километара од туристичког центра Златибор.

## Музеј
Музеј чине две целине. Прва је скуп кућа које су сачувале свој првобитни изглед и намену. А другу групу чине куће које су сачувале свој првобитни изглед али им намена није иста, адаптиране су и прилагођене туристичким потребама. То су апартманске зграде, продавница сувенира, и крчма. Сталну поставку музеја чине две златиборске окућнице, које су сведочанство културе становања у златиборском крају, у 19 и почетком 20 века. Музеј чине златиборске брвнаре које припадају типу динарских брвнара. Музеј на отвореном је стављен под заштиту закона као споменик културе од изузетног значаја. као члан Асоцијације сродних музеја Европе, музеј Старо село своју делатност обавља у складу са одредбама Декларације Икома и основних постулата скансенологије.
|       |             |                    |           |                                                           |
| Слика | слика-детаљ | назив              | подигнута | напомена                                                  |
|       |             | Главна кућа        | 1882.     | Припадала је породици Лазовић из Алиног Потока.           |
|       |             | Салаш за кукуруз   |           | Пренет из села Дренова.                                   |
|       |             | Вајат са тремом    | 1890.     | Припадао је породици Николић из Алиног Потока.            |
|       |             | Млекар             | 1920.     | Припадао је породици Дабић из Алиног Потока.              |
|       |             | Вајат са крстовима | 1845.     | Припадао је породици Добросављевић из Драглице.           |
|       |             | Хлебна пећ         | 1845.     | Реконструисана по узору на објекат из села Јабланица.     |
|       |             | Вајат скривница    | 1901.     | Припадао је породици Марковић из Жељина.                  |
|       |             | Вајат особина      | 1903.     | Припадао је породици Секулић из Чичкове.                  |
|       |             | Трап               |           | Реконструисан објекат                                     |
|       |             | Главна кућа 2      | 1891.     | Припадао је породици Јовановић и Враничић из села Стубла. |
|       |             | Качара             |           | Припадао је породици Луковић из Ариља.                    |
|       |             | Мишана             |           | Припадала је породици Секулић из Чичкове.                 |
|       |             | Штала              |           | Припадала је породици Дидановић из Јабланице.             |

## Црква светог Петра и Павла
Посвећена је сватом Апостолу Петру и Апостолу Павлу. Налази се на узвишењу у центру села као зидана једнобродна црква без куполе, под двоводним кровом са призиданим звоником са западне стране. Њена изградња и осликавање икона на олтарској прегради датирају из 1764. године. Извршена је реконструкција првобитног изгледа сирогојнске цркве. Скромна архитектура оживљена је у унутрашњости низом лукова на бочним зидовима и фризом слепих аркадица на фасадама под кровним венцем, у знак поштовања Средњовековне Србије, српске традиције монументалних сакралних здања. Реконструкција је извршена на основу сачуваних синђелија, протокола, записа и других историјских извора.

## Кућа- зграда за становање
Главна кућа је највећи и најбоље грађени објекат у домаћинству, подељена је на две просторије. Једна просторија је без прозора и тавана. На средишњем делу се налазило огњиште где се припремала храна, и око њега се скупљала цела породица, оно је место где су се обављали сви породични ритуали везани за велике народне празнике. Друга просторија- соба је мања од прве просторије подигнута је за један, или два степеника, и има дрвени под. Обично је служила за спавање најстаријег члана породице.

## Грнчарска радионица
Грнчарство је један од најстаријих заната. Поступак израде грнчарије је изражен кроз неколико фаза, припреме материјала , израда на ручном колу, сушење и печење. Материјал који се користи за израду посуђа је мешавина глине, истишњеног камена и руде калцита. Камен се ситнио помоћу великог дрвеног тучка. За обликовање и украшавање користи се алат бочко, шило, руб и шараљка. Посуђе се пече на отвореној ватри. Овом техником израде добијају се лонци, пржуље, сачеви и друге посуде.